# Filou (Band)
Filou ist eine vierköpfige Pop-Rock-Band aus Wien rund um den österreichischen Schriftsteller Lukas Meschik.

## Geschichte
Filou begann 2007 als deutschsprachiges Musikprojekt von Lukas Meschik, Kasper Dziurdz und Christoph Kornauth mit wechselndem Namen und in wechselnder Besetzung. 2011 erschien das Debütalbum Show, aufgenommen von Patrick Sischka. 2012 wurde der langjährige Schlagzeuger Gerhard Bergauer durch Robin Prischink ersetzt. In dieser Besetzung existiert die Band bis heute. 2013 erschien das Folge-Album Vor und nach der Stille, aufgenommen von Alex Tomann, 2016 das Album Feste Farben. Alle Alben sind beim Wiener Label Problembär Records erschienen, das seit seinem Bestehen mit Acts wie Wanda, Das trojanische Pferd oder Der Nino aus Wien als maßgeblicher Impulsgeber deutschsprachiger Popmusik gilt. Neben regelmäßigen Konzerten in Wiener Clubs bereist Filou vermehrt auch die umliegenden Bundesländer und Deutschland.

## Stil
Musikalisch ist Filou dem Pop zuzuordnen, mit Einflüssen aus Rock/Alternative. Die teils recht textlastigen Lieder behandeln Themen wie unerfüllte Liebe, Reibung an der Gesellschaft und ihren Normen oder das Lebensgefühl der Großstadt. In Besprechungen und Interviews werden oftmals die starken literarischen Bezüge hervorgehoben.

## Diskografie
Alben
- 2011: Show (Problembär Records)
- 2013: Vor und nach der Stille (Problembär Records)
- 2016: Feste Farben (Problembär Records)